# Liste des ponts sur le Danube
Cette liste contient les ponts présents sur le Danube.

## Liste
| Nom                                   | Notice | Illustration                          | Pays              | Localisation                                  | Coordonnées                  | Type                                            | Fonction                                                                                              | Longueur   | Date               |
| ------------------------------------- | ------ | ------------------------------------- | ----------------- | --------------------------------------------- | ---------------------------- | ----------------------------------------------- | --- | ---------- | ------------------ |
| pont de Brăila                        | 1      | pont de Brăila                        | Roumanie          | Brăila et Smârdan (d)                         | 45° 18′ 52″ N, 28° 00′ 12″ E | Pont suspendu                                   | Pont routier, Route européenne 87                                                                     | 1 974,3 m  | 6 juillet 2023     |
| Ráckeve Danube bridge (d)             |        |                                       | Hongrie           | Szigetszentmiklós et Dunaharaszti             | 47° 22′ 18″ N, 19° 05′ 29″ E |                                                 | Autoroute M0                                                                                          |            | 1989               |
| Erzsébet híd (d)                      | 1      |                                       | Hongrie           | Budapest                                      | 47° 29′ 27″ N, 19° 02′ 57″ E | Pont suspendu                                   | Pont routier                                                                                          | 374 m      | 1903               |
| pont de l'amitié Roussé-Giurgiu       | 1 2    | pont de l'amitié Roussé-Giurgiu       | Bulgarie Roumanie | Roussé et Giurgiu                             | 43° 53′ 15″ N, 26° 00′ 26″ E | Pont en treillis                                | Pont routier et ferroviaire (en), Passerelle, Route européenne 85 et ligne de chemin de fer           | 2 224 m    | 20 juin 1954       |
| pont Árpád                            | 1      | pont Árpád                            | Hongrie           | Budapest                                      | 47° 32′ 15″ N, 19° 03′ 15″ E | Pont à poutres (en), Pont à poutres             | Pont routier, Hungary Boulevard (en), Vörösvári út (d) et Szentendrei út (d)                          | 981 m      | 7 novembre 1950    |
| Újpesti vasúti híd                    | 1      | Újpesti vasúti híd                    | Hongrie           | Budapest                                      | 47° 33′ 47″ N, 19° 04′ 03″ E | Pont en treillis                                | Pont ferroviaire, Ligne de Budapest à Esztergom                                                       | 673,4 m    | 1896               |
| pont Žeželj                           |        | pont Žeželj                           | Serbie            | Novi Sad                                      | 45° 15′ 44″ N, 19° 51′ 37″ E |                                                 | Pont routier, Pont ferroviaire, Pont routier et ferroviaire (en), Route et chemin de fer              | 474 m      | 1961               |
| pont Kossuth                          | 1      | pont Kossuth                          | Hongrie           | Budapest                                      | 47° 30′ 23″ N, 19° 02′ 42″ E |                                                 | Pont routier, Batthyány tér et Kossuth Lajos tér                                                      | 400 m      | 18 janvier 1946    |
| Vieux pont                            | 1 2    | Vieux pont                            | Slovaquie         | Vieille ville de Bratislava                   | 48° 08′ 18″ N, 17° 07′ 02″ E | Pont à poutres                                  | Pont routier                                                                                          | 458,45 m   |                    |
| Széchenyi Lánchíd                     | 1 2    | Széchenyi Lánchíd                     | Hongrie           | Budapest                                      | 47° 29′ 56″ N, 19° 02′ 37″ E |                                                 | Pont routier, Clark Ádám tér et Széchenyi István tér                                                  | 375 m      | 1849               |
| Prístavný most                        | 1      | Prístavný most                        | Slovaquie         | Bratislava                                    | 48° 08′ 09″ N, 17° 08′ 30″ E |                                                 | Pont routier, Ligne Bratislava - Hegyeshalom (d) et autoroute D1                                      | 599 m      | 1985               |
| pont ferroviaire du Sud               |        | pont ferroviaire du Sud               | Hongrie           | Budapest                                      | 47° 28′ 06″ N, 19° 04′ 02″ E |                                                 | Pont ferroviaire, Ligne de Budapest à Rajka par Hegyeshalom                                           | 477 m      | 1953               |
| pont Apollo                           | 1      | pont Apollo                           | Slovaquie         | Bratislava                                    | 48° 08′ 15″ N, 17° 07′ 41″ E | Pont en arc par-dessus (en)                     | Pont routier                                                                                          | 854 m      | 5 septembre 2005   |
| pont de la Liberté                    | 1      | pont de la Liberté                    | Serbie            | Novi Sad                                      | 45° 14′ 02″ N, 19° 50′ 58″ E | Pont à haubans                                  | Pont routier, Liberation Boulevard (d)                                                                | 1 382 m    | 11 octobre 2005    |
| Reichsbrücke                          | 1 2    | Reichsbrücke                          | Autriche          | Leopoldstadt, Donaustadt et Vienne            | 48° 13′ 42″ N, 16° 24′ 36″ E | Pont à poutres                                  | Angerner Straße (d) et ligne U1                                                                       | 528 m      | 8 novembre 1980    |
| pont de pierre                        | 1 2    | pont de pierre                        | Allemagne         | Ratisbonne                                    | 49° 01′ 18″ N, 12° 05′ 50″ E | Pont en maçonnerie, Pont en arc                 | Pont routier, Passerelle                                                                              |            | 1146               |
| Erzsébet híd                          | 1      | Erzsébet híd                          | Hongrie           | Budapest                                      | 47° 29′ 27″ N, 19° 02′ 57″ E | Pont suspendu                                   | Pont routier, Rákóczi út et Hegyalja Avenue (d)                                                       | 378,6 m    | 1964               |
| Pont Pentele (en)                     |        | pont Pentele                          | Hongrie           | Dunaújváros                                   | 46° 54′ 11″ N, 18° 57′ 27″ E |                                                 | Autoroute M8                                                                                          | 1 682 m    | 2007               |
| pont de Megyer                        | 1      | pont de Megyer                        | Hongrie           | Budapest                                      | 47° 36′ 25″ N, 19° 05′ 31″ E |                                                 | Pont routier, Autoroute M0                                                                            | 1 861,35 m | 30 septembre 2008  |
| pont Petőfi                           | 1      | pont Petőfi                           | Hongrie           | Budapest                                      | 47° 28′ 44″ N, 19° 03′ 48″ E | Pont en treillis                                | Pont routier, Nagykörút                                                                               | 378 m      | 1952               |
| pont Rákóczi                          | 1      | pont Rákóczi                          | Hongrie           | Budapest                                      | 47° 28′ 07″ N, 19° 04′ 03″ E |                                                 | Pont routier, Hungary Boulevard (en)                                                                  | 494,8 m    | 1995               |
| Beszédes József híd (d)               |        | Beszédes József híd                   | Hongrie           | Dunaföldvár                                   | 46° 48′ 38″ N, 18° 55′ 59″ E |                                                 | Pont routier, Route principale 54 (d)                                                                 | 518 m      | 2001               |
| Barbara bridge (d)                    |        |                                       | Autriche          | Schwechat et Vienne                           | 48° 08′ 27″ N, 16° 33′ 10″ E | Pont suspendu                                   | Conduite de gaz (d)                                                                                   |            | 1957               |
| pont du Soulèvement national slovaque | 1      | pont du Soulèvement national slovaque | Slovaquie         | Bratislava                                    | 48° 08′ 18″ N, 17° 06′ 16″ E | Pont à haubans                                  | Pont routier                                                                                          | 431,8 m    | 26 août 1972       |
| pont de Trajan                        | 1 2    | pont de Trajan                        | Serbie Roumanie   | Drobeta-Turnu Severin                         | 44° 37′ 26″ N, 22° 40′ 01″ E | Pont en arc par-dessous (d), Pont en maçonnerie | Pont routier                                                                                          | 1 135 m    |                    |
| pont de Beška                         | 1      | pont de Beška                         | Serbie            | Inđija Municipality (d)                       | 45° 10′ 11″ N, 20° 04′ 47″ E |                                                 | Autoroute A1                                                                                          | 2 205 m    | 1975               |
| Danube city bridge (d)                | 1      |                                       | Autriche          | Vienne                                        | 48° 12′ 34″ N, 16° 26′ 11″ E | Pont à haubans, Pont à poutres                  | Pont ferroviaire, Ligne U2                                                                            | 741 m      | Mars 1997          |
| pont Ferenc-Deák                      |        | pont Ferenc-Deák                      | Hongrie           | Budapest                                      | 47° 23′ 24″ N, 19° 00′ 50″ E |                                                 | Autoroute M0                                                                                          | 400 m      | 2012               |
| pont de la Liberté                    | 1      | pont de la Liberté                    | Hongrie           | Budapest                                      | 47° 29′ 08″ N, 19° 03′ 18″ E |                                                 | Pont routier et ferroviaire (en), Kiskörút et Béla Bartók Avenue (d)                                  | 333 m      | 1896               |
| Margit híd                            |        | Margit híd                            | Hongrie           | Budapest                                      | 47° 30′ 53″ N, 19° 02′ 37″ E |                                                 | Pont routier et ferroviaire (en), Nagykörút                                                           | 607,6 m    | 1876               |
| Pont Brigittenauer (d)                | 1      | pont Brigittenauer                    | Autriche          | Vienne                                        | 48° 14′ 16″ N, 16° 23′ 40″ E |                                                 | Pont routier, Klosterneuburger Straße (d)                                                             | 1,5 km     | 25 octobre 1982    |
| Elisabeth Bridge (d)                  | 1      |                                       | Hongrie Slovaquie | Komárom                                       | 47° 45′ 06″ N, 18° 07′ 15″ E | Pont en treillis                                | Pont routier, Route principale 13 (en) et route I/64                                                  | 415 m      | 1er septembre 1892 |
| pont Lafranconi                       | 1      | pont Lafranconi                       | Slovaquie         | Bratislava                                    | 48° 08′ 34″ N, 17° 04′ 32″ E |                                                 | Pont routier, Autoroute D2                                                                            | 766 m      | 1991               |
| pont Calafat-Vidin                    | 1      | pont Calafat-Vidin                    | Bulgarie Roumanie | Calafat et Vidine                             | 44° 00′ 18″ N, 22° 56′ 51″ E | Pont à haubans                                  | Pont routier et ferroviaire (en), Route européenne 79 et ligne de chemin de fer                       | 1 971 m    | 14 juin 2013       |
| pont Marie-Valérie                    | 1 2    | pont Marie-Valérie                    | Hongrie Slovaquie | Esztergom et Štúrovo                          | 47° 47′ 43″ N, 18° 43′ 49″ E | Pont en treillis                                | Pont routier, Route I/63 et Route 11326 (d)                                                           | 517,6 m    | 2001               |
| pont Varadinski                       | 1      | pont Varadinski                       | Serbie            | Novi Sad                                      | 45° 15′ 17″ N, 19° 51′ 27″ E | Pont à poutres                                  | Pont routier, IIA-100 highway (en)                                                                    | 304 m      | 2000               |
| Deggenau Danube bridge (d)            | 1      | Deggenau Danube bridge                | Allemagne         | Deggendorf                                    | 48° 48′ 33″ N, 12° 58′ 13″ E | Pont à haubans                                  | Pont routier, Bundesautobahn 3                                                                        | 848 m      | 1975               |
| Donaubrücke Fischerdorf (d)           |        | Donaubrücke Fischerdorf               | Allemagne         | Deggendorf                                    | 48° 49′ 41″ N, 12° 56′ 54″ E | Pont en arc                                     | Pont routier, Bundesautobahn 92                                                                       | 661,5 m    | 1991               |
| Donaubrücke Leipheim (d)              | 1      | Donaubrücke Leipheim                  | Allemagne         | Leipheim                                      | 48° 26′ 49″ N, 10° 12′ 23″ E | Pont en arc                                     | Bundesautobahn 8                                                                                      | 375 m      | 2001               |
| Donaubrücke Metten (d)                | 1      | Donaubrücke Metten                    | Allemagne         | Metten                                        | 48° 50′ 37″ N, 12° 53′ 36″ E | Pont à haubans                                  | Bundesautobahn 3                                                                                      | 614 m      | 1981               |
| Donaubrücke Pfaffenstein (d)          |        | Donaubrücke Pfaffenstein              | Allemagne         | Ratisbonne                                    | 49° 01′ 43″ N, 12° 04′ 35″ E |                                                 | Bundesautobahn 93                                                                                     | 539 m      | 1967               |
| Donaubrücke Sinzing (d)               |        | Donaubrücke Sinzing                   | Allemagne         | Ratisbonne                                    | 48° 59′ 57″ N, 12° 02′ 22″ E | Pont à poutres                                  | Pont routier, Bundesautobahn 3                                                                        | 930 m      | 1966               |
| Donaubrücke Schwabelweis (d)          |        | Donaubrücke Schwabelweis              | Allemagne         | Ratisbonne                                    | 49° 01′ 22″ N, 12° 08′ 27″ E | Pont en arc                                     | Pont routier, Bundesstraße 8 et Bundesstraße 15                                                       | 518,3 m    | 1981               |
| Donaubrücke Schalding (d)             | 1      | Donaubrücke Schalding                 | Allemagne         | Passau                                        | 48° 35′ 53″ N, 13° 22′ 14″ E | Pont à poutres                                  | Bundesautobahn 3                                                                                      | 1 020 m    | 1973               |
| Donaubrücke Traismauer (d)            | 1      | Donaubrücke Traismauer                | Autriche          | Krems an der Donau, Gedersdorf et Grafenwörth | 48° 23′ 06″ N, 15° 43′ 18″ E |                                                 | Pont routier, Voie rapide S33 (d)                                                                     | 1 125 m    | 31 octobre 2010    |
| Wörth Danube Bridge (d)               |        |                                       | Allemagne         | Wörth an der Donau                            | 48° 59′ 52″ N, 12° 20′ 36″ E |                                                 | Pont routier, Bundesautobahn 3                                                                        | 404 m      | 1979               |
| Straubing Bridge (d)                  | 1      | Straubing Bridge                      | Allemagne         | Straubing                                     | 48° 53′ 52″ N, 12° 36′ 56″ E | Pont à poutres, Pont en arc                     | Pont routier, Bundesstraße 20                                                                         | 614,54 m   | 1er juillet 1977   |
| Eisenbahnbrücke, Linz (d)             | 1 2    |                                       | Autriche          | Linz                                          | 48° 19′ 01″ N, 14° 17′ 45″ E |                                                 | Pont routier et ferroviaire (en)                                                                      |            | 1900               |
| pont de Pančevo                       |        | pont de Pančevo                       | Serbie            | Belgrade                                      | 44° 49′ 41″ N, 20° 29′ 31″ E | Pont en treillis                                | Pont ferroviaire, Pont routier, Route européenne 70                                                   | 1 075 m    | 7 novembre 1946    |
| Bogen railway bridge (d)              |        | Bogen railway bridge                  | Allemagne         | Aiterhofen                                    | 48° 54′ 14″ N, 12° 40′ 46″ E |                                                 | Pont ferroviaire, Straubing–Miltach railway (d)                                                       | 547 m      | 1895               |
| Szent Erzsébet híd (d)                |        | Szent Erzsébet híd                    | Hongrie           | Esztergom                                     | 47° 47′ 16″ N, 18° 44′ 04″ E |                                                 | Pont routier                                                                                          | 50,5 m     |                    |
| Szent László bridge (d)               |        |                                       | Hongrie           | Fajsz et Bogyiszló                            | 46° 21′ 08″ N, 18° 53′ 42″ E | Pont à poutres                                  | Pont routier, Autoroute M9 (d)                                                                        | 919,6 m    | 2003               |
| Einlaufbauwerk Langenzersdorf (d)     |        | Einlaufbauwerk Langenzersdorf         | Autriche          | Klosterneuburg et Langenzersdorf              | 48° 17′ 54″ N, 16° 20′ 52″ E | Pont à poutres                                  | Passerelle                                                                                            |            | 1975               |
| Ingolstadt Rail Bridge (d)            | 1      |                                       | Allemagne         | Ingolstadt                                    | 48° 45′ 51″ N, 11° 26′ 14″ E | Pont à poutres, Pont en treillis                | Pont ferroviaire, LGV Nuremberg - Ingolstadt                                                          | 184,09 m   | 1922               |
| Tildy bridge (d)                      |        |                                       | Hongrie           | Tahitótfalu                                   | 47° 45′ 13″ N, 19° 04′ 53″ E |                                                 | Pont routier                                                                                          | 201,6 m    |                    |
| István Türr Bridge (en)               | 1      |                                       | Hongrie           | Baja                                          | 46° 11′ 35″ N, 18° 55′ 37″ E |                                                 | Pont routier et ferroviaire (en), Route principale 55 (d) et ligne de Bátaszék à Kiskunhalas par Baja | 582 m      | 1999               |
| Floridsdorfer Brücke (d)              | 1      |                                       | Autriche          | Vienne                                        | 48° 14′ 51″ N, 16° 23′ 07″ E |                                                 | Pont routier, Floridsdorfer Straße (d)                                                                | 332,5 m    | 1924               |
| Vámosszabadi híd (d)                  |        | Vámosszabadi híd                      | Hongrie Slovaquie | Győrzámoly et Medveďov                        | 47° 47′ 38″ N, 17° 39′ 07″ E | Pont en treillis                                | Pont routier, Route principale 14 (en) et route I/13                                                  | 361 m      | 1973               |
| Georg-Danzer-Steg (d)                 |        | Georg-Danzer-Steg                     | Autriche          | Vienne                                        | 48° 14′ 38″ N, 16° 23′ 23″ E |                                                 | Ligne U6                                                                                              |            | 1991               |
| Glacis Bridge (d)                     | 1      |                                       | Allemagne         | Ingolstadt                                    | 48° 45′ 24″ N, 11° 25′ 28″ E |                                                 | Pont routier, Bundesstraße 13 et Ringstraße (d)                                                       | 164 m      | 1998               |
| Schanzl Bridge (d)                    |        |                                       | Allemagne         | Passau                                        | 48° 34′ 35″ N, 13° 27′ 20″ E |                                                 | Pont routier                                                                                          |            | 1968               |
| Pont Leopold Helbich (d)              | 1      | pont Leopold Helbich                  | Autriche          | Grein et Ardagger                             | 48° 12′ 40″ N, 14° 51′ 24″ E | Pont à poutres                                  | Pont routier, Greiner Straße (d)                                                                      | 252 m      | 1965               |
| Luitpold Bridge (d)                   |        |                                       | Allemagne         | Passau                                        | 48° 34′ 32″ N, 13° 28′ 18″ E | Pont suspendu                                   | Pont routier                                                                                          |            | 1910               |
| Mauthausner Donaubrücken (d)          |        | Mauthausner Donaubrücken              | Autriche          | Mauthausen et Sankt Pantaleon-Erla            | 48° 14′ 16″ N, 14° 31′ 52″ E |                                                 | Pont routier, Mauthausener Straße (d)                                                                 |            | 1962               |
| Northern Railway Bridge (en)          | 1      |                                       | Autriche          | Vienne                                        | 48° 14′ 39″ N, 16° 23′ 22″ E |                                                 | Pont ferroviaire, Nordbahn                                                                            |            | 1870               |
| North Bridge (d)                      | 1      |                                       | Autriche          | Vienne                                        | 48° 15′ 18″ N, 16° 22′ 48″ E |                                                 | Pont routier, North Bridge Feeder (d)                                                                 | 935 m      | 19 décembre 1964   |
| Prater Bridge (d)                     | 1 2    |                                       | Autriche          | Vienne                                        | 48° 12′ 26″ N, 16° 26′ 11″ E |                                                 | Pont routier, Autoroute A23                                                                           |            | 1967               |
| Mannswörth pipeline bridge (d)        |        |                                       | Autriche          | Schwechat et Vienne                           | 48° 09′ 28″ N, 16° 30′ 58″ E | Pont en treillis                                | Conduite de gaz (d)                                                                                   |            | 1959               |
| Rose Bridge (d)                       | 1      |                                       | Autriche          | Tulln an der Donau et Langenrohr              | 48° 20′ 04″ N, 16° 01′ 39″ E | Pont à haubans                                  | Tullner Straße (d)                                                                                    | 440 m      | 1992               |
| Stadlau Eastern Railway Bridge (d)    |        |                                       | Autriche          | Vienne                                        | 48° 12′ 06″ N, 16° 26′ 39″ E |                                                 | Pont ferroviaire, Laaer Ostbahn (en)                                                                  |            | 1931               |
| Steinitzsteg Footbridge (d)           |        |                                       | Autriche          | Vienne                                        | 48° 15′ 18″ N, 16° 22′ 51″ E |                                                 | Chemin piétonnier (en)                                                                                | 875 m      | 1995               |
| VÖEST-Brücke (d)                      | 1      | VÖEST-Brücke                          | Autriche          | Linz                                          | 48° 19′ 10″ N, 14° 17′ 56″ E | Pont à haubans                                  | Pont routier, Autoroute A7                                                                            | 407 m      | 1968               |
| pont de Constantin le Grand           |        |                                       | Bulgarie          | Sucidava                                      | 43° 45′ 49″ N, 24° 27′ 25″ E |                                                 | Voie romaine                                                                                          | 2 437 m    | 328                |
| pont de l’amitié sino-serbe           |        | pont de l’amitié sino-serbe           | Serbie            | Belgrade                                      | 44° 52′ 03″ N, 20° 22′ 54″ E |                                                 | | 1 507 m    | 18 décembre 2014   |
| pont Roi-Charles-I                    | 1      | pont Roi-Charles-I                    | Roumanie          | Fetești, Constanța et Ialomița                | 44° 20′ 26″ N, 28° 01′ 01″ E |                                                 | Pont ferroviaire, Ligne de Bucarest à Mangalia (en)                                                   | 2 632 m    | 25 septembre 1895  |
| pont Giurgeni-Vadu Oii                | 1      | pont Giurgeni-Vadu Oii                | Roumanie          | Giurgeni et Hârșova                           | 44° 45′ 15″ N, 27° 52′ 36″ E |                                                 | DN2A road (d)                                                                                         | 1 464 m    | 22 décembre 1970   |
| Ostrovul Mare Bridge (en)             |        |                                       | Roumanie          | Mehedinți                                     | 44° 19′ 13″ N, 22° 34′ 29″ E |                                                 | Route                                                                                                 |            | 1998               |
| Boško Perošević Bridge (en)           | 1      |                                       | Serbie            |                                               | 45° 15′ 41″ N, 19° 51′ 35″ E |                                                 | |            | 29 mai 2000        |
| Andreas Maurer-Brücke (d)             |        | Andreas Maurer-Brücke                 | Autriche          | Hainburg an der Donau et Engelhartstetten     | 48° 08′ 44″ N, 16° 54′ 30″ E |                                                 | Pont routier, Bernstein Straße (d)                                                                    | 1 872 m    | Janvier 1973       |
| Ilok–Bačka Palanka Bridge (en)        |        |                                       | Croatie Serbie    |                                               | 45° 13′ 58″ N, 19° 24′ 06″ E |                                                 | Pont routier, Route nationale 2 et IIA-108 highway (en)                                               | 825 m      | 1974               |
| Kovin Bridge (en)                     |        |                                       | Serbie            | Kovin (d) et Smederevo (d)                    | 44° 41′ 47″ N, 20° 57′ 10″ E |                                                 | Route magistrale 14                                                                                   | 1 423 m    | 26 novembre 1976   |
| Monostor Bridge (d)                   |        |                                       | Hongrie Slovaquie | Komárom et Komárno                            | 47° 45′ 23″ N, 18° 05′ 05″ E |                                                 | Pont routier, Route principale 13 (en) et route I/64                                                  | 622,69 m   | 17 septembre 2020  |
| Iron Bridge (d)                       | 1 2    |                                       | Allemagne         | Ratisbonne                                    | 49° 01′ 16″ N, 12° 06′ 07″ E |                                                 | Pont routier                                                                                          | 82 m       | 1991               |
| Schloßbrücke (d)                      | 1      | Schloßbrücke                          | Allemagne         |                                               | 48° 53′ 10″ N, 12° 34′ 26″ E | Pont en arc                                     | Pont routier                                                                                          |            | 1949               |
| Kagerser Brücke (d)                   |        | Kagerser Brücke                       | Allemagne         | Straubing                                     | 48° 53′ 53″ N, 12° 33′ 23″ E | Pont à poutres                                  | Pont routier                                                                                          |            | 7 août 1992        |
| Xaver-Hafner-Brücke (d)               |        | Xaver-Hafner-Brücke                   | Allemagne         | Straubing                                     | 48° 53′ 27″ N, 12° 42′ 46″ E |                                                 | Pont routier                                                                                          |            | 19 septembre 1986  |
| Franz-Josef-Strauß-Brücke (d)         | 1      | Franz-Josef-Strauß-Brücke             | Allemagne         | Passau                                        | 48° 34′ 35″ N, 13° 24′ 53″ E |                                                 | Pont routier, Bundesstraße 12                                                                         | 159 m      | 1989               |
| Donaubrücke Günzburg (d)              | 1      | Donaubrücke Günzburg                  | Allemagne         |                                               | 48° 27′ 55″ N, 10° 17′ 05″ E |                                                 | Pont routier, Bundesstraße 16                                                                         | 110 m      | 2011               |
| Nepomukbrücke (d)                     |        | Nepomukbrücke                         | Allemagne         | Sigmaringen                                   | 48° 05′ 23″ N, 9° 13′ 17″ E  |                                                 | Pont routier                                                                                          | 94,5 m     | 26 juillet 1996    |
| Herd Bridge (d)                       | 1      |                                       | Allemagne         | Neu-Ulm et Ulm                                | 48° 23′ 45″ N, 9° 59′ 46″ E  |                                                 | Pont routier, Marienstraße (d)                                                                        |            | 1948               |
| Gänstor Bridge (d)                    | 1      |                                       | Allemagne         | Ulm et Neu-Ulm                                | 48° 23′ 56″ N, 10° 00′ 13″ E |                                                 | Pont routier, Brückenstraße (d)                                                                       | 96 m       | 1950               |
| Donaubrücke Inzigkofen (d)            |        |                                       | Allemagne         | Inzigkofen                                    | 48° 04′ 45″ N, 9° 10′ 00″ E  |                                                 | Pont routier                                                                                          |            | 1895               |
| Schiller bridge (d)                   | 1      |                                       | Allemagne         | Ingolstadt                                    | 48° 45′ 52″ N, 11° 26′ 24″ E |                                                 | Pont routier, Bundesstraße 13                                                                         | 0,43 km    | 1963               |
| Donaubrücke Pöchlarn (d)              | 1      | Donaubrücke Pöchlarn                  | Autriche          | Pöchlarn et Klein-Pöchlarn                    | 48° 12′ 56″ N, 15° 13′ 49″ E |                                                 | Pont routier, Pöchlarner Straße (d)                                                                   | 460 m      | 2002               |